# فرودگاه ترنتون–رابینزویل
فرودگاه ترنتون-رابینزویل (به انگلیسی: Trenton-Robbinsville Airport) یک فرودگاه همگانی است که یک باند فرود آسفالت دارد و طول باند آن ۱۳۰۳ متر است. این فرودگاه در کشور ایالات متحده آمریکا قرار دارد و در ارتفاع ۳۶ متری از سطح دریا واقع شده است.